# Tour de Vendée 2011
Il Tour de Vendée 2011, quarantesima edizione della corsa e valida come evento del circuito UCI Europe Tour 2011 categoria 1.HC, si svolse il 2 ottobre 2011 per un percorso totale di 205 km. Fu vinta dall'italiano Marco Marcato che giunse al traguardo con il tempo di 4h47'33" alla media di 42,77 km/h.
Al traguardo 14 ciclisti portarono a termine il percorso.

## Squadre partecipanti
| N.    | Cod. | Squadra                     |
| ----- | ---- | --------------------------- |
| 1-8   | EUS  | Euskaltel-Euskadi           |
| 11-18 | ALM  | AG2R La Mondiale            |
| 21-28 | VCD  | Vacansoleil-DCM             |
| 31-38 | EUC  | Team Europcar               |
| 41-48 | FDJ  | FDJ                         |
| 51-58 | COF  | Cofidis, le Crédit en Ligne |
| 61-68 | SAU  | Saur-Sojasun                |
| 71-78 | BSC  | Bretagne-Schuller           |

| N.      | Cod. | Squadra                  |
| ------- | ---- | ------------------------ |
| 81-88   | TT1  | Team Type 1              |
| 91-98   | LAN  | Landbouwkrediet          |
| 101-108 | VWA  | Veranda's Willems-Accent |
| 111-108 | CCC  | CCC-Polsat Polkowice     |
| 121-128 | CJR  | Caja Rural               |
| 131-138 | AUB  | Big Mat-Auber 93         |
| 141-148 | RLM  | Roubaix-Lille Métropole  |

## Ordine d'arrivo (Top 10)
| Pos. | Corridore          | Squadra         | Tempo    |
| ---- | ------------------ | --------------- | -------- |
| 1    | Marco Marcato      | Vacansoleil     | 4h47'33" |
| 2    | Peio Bilbao        | Euskaltel       | s.t.     |
| 3    | Maxime Bouet       | AG2R La Mon.    | s.t.     |
| 4    | Laurent Pichon     | Bretagne        | s.t.     |
| 5    | Guillaume Levarlet | Saur-Sojasun    | s.t.     |
| 6    | Anthony Charteau   | Europcar        | a 4"     |
| 7    | Perrig Quéméneur   | Europcar        | a 14"    |
| 8    | Evert Verbist      | Veranda's Wil.  | a 23"    |
| 9    | Iñaki Isasi        | Euskaltel       | a 36"    |
| 10   | Reinier Honig      | Landbouwkrediet | s.t.     |